# Osburga
Osburga ou  (em inglês antigo: Osburh; m. antes de 856) foi a primeira esposa do rei Etelvulfo de Wessex e mãe de Alfredo, o Grande. O biógrafo de Alfredo, Asser, descreveu-a como "uma mulher muito religiosa, de caráter nobre e nobre por nascimento".

## Biografia
A existência de Osburga só é conhecida devido à Vida do Rei Alfredo de Asser. Ela não é nomeada como testemunha de quaisquer cartas, nem a sua morte é relatada na Crónica anglo-saxã. Até onde se sabe, ela era a mãe de todos os filhos de Etelvulfo, dos seus cinco filhos Etelstano, Etelbaldo, Etelberto, Etelredo e Alfredo, o Grande, e de sua filha Etelsvita, esposa do rei Burgredo de Mércia. Osburga presumivelmente morreu antes de 856, quando o marido se casou com a princesa carolíngia Judite de Flandres.
Ela é mais conhecida pela história de Asser sobre um livro de canções saxãs que ela mostrou a Alfredo e seus irmãos, oferecendo-se para dar o livro aquele que primeiro o memoriza-se, um desafio que Alfredo assumiu e ganhou. Este apresenta o interesse do século IX de mulheres de status elevado em livros, e o seu papel na educação dos seus filhos.
Osburga era filha de Oslaco (que também só é conhecido devido à "Vida" de Asser), pincerna do Rei Etelvulfo (mordomo), uma figura importante na corte real e do agregado familiar. Oslaco é descrito como um descendente dos sobrinhos do Rei Cerdico, Estufo e Wihtgar, que conquistaram a Ilha de Wight e, por isso, é lhe também atribuída ascendência gótica.

## Descendência
| Nome                | Nascimento | Morte                | Notas                                           |
| ------------------- | ---------- | -------------------- | ----------------------------------------------- |
| Etelstano           |            | 851-855              |                                                 |
| Etelsvita da Mércia |            | 888                  | Casada com Burgredo de Mércia, sem descendência |
| Etelbaldo           |            | 860                  | Casado com Judite de Flandres, anulado          |
| Etelberto           |            | 865                  | Exemplo                                         |
| Etelredo            |            | 871                  | Tem descendência                                |
| Alfredo, o Grande   | 849        | 26 de Outubro de 899 | Com descendência                                |